# Generația beat
Generația beat (the Beat Generation în limba engleză) a fost o mișcare social-literară inițiată de un grup de scriitori americani din anii 1950 și 1960, considerată fi parte integrantă a contraculturii anilor 1960.

## Descriere generală
A avut ca centre de activitate cartierele Greenwich Village (New York), Venice West (Los Angeles) și North Beach (San Francisco). Adepții acestui curent, uneori numiți „beatnici” (beatniks în limba engleză), își exprimau alienarea de societatea convențională, „pătrată”, prin adoptarea unui stil de îmbrăcăminte oarecum neîngrijit și a unui vocabular împrumutat de la muzicienii de jazz.
Identificați de unii ca iubitori de jazz, droguri, excese sexuale și hedonism frenetic, ei pot fi mai degrabă caracterizați ca anti-autoritari, împotriva materialismului și conformismului american de după război.

## Cazuri „tipice”
Printre operele de căpătâi ale acestei generații pot fi menționate poemul „Howl” a lui Allen Ginsberg (1956), romanul „Naked Lunch” al lui William S. Burroughs (1959) și romanul „On the Road” al lui Jack Kerouac (1957).
Cel care a folosit primul termenul „Beat Generation” a fost se pare Jack Kerouac într-o convorbire cu Jack Clellon Holmes în 1948, dar cel care a răspândit termenul a fost Jack Clellon Holmes, care a publicat în 1952 în „New York Times Magazine” un articol intitulat This Is the Beat Generation. („Aceasta este generația beat”)
Alți scriitori care pot fi numiți în legătură cu această grupare literară sunt: Lawrence Ferlinghetti, Neal Cassady, Gregory Corso, Herbert Huncke și Peter Orlovsky.
Mișcarea a pierdut din avânt odată cu apariția curentului hippie și preocuparea mass-media cu alte probleme, de exemplu Războiul din Vietnam.